# M12 (artillerie)
De 155mm Gun Motor Carriage M12, kortweg M12 GMC, was een Amerikaans stuk gemechaniseerde artillerie tijdens de Tweede Wereldoorlog.

## Beschrijving
De M12 beschikte over een 155 mm kanon van het type MM1917, M1917A1 of M1918 M1, afhangend van de beschikbaarheid, een wapen dat was afgeleid van het Franse 155mm GPF kanon dat uit de Eerste Wereldoorlog stamde. Het voertuig was gebaseerd op het chassis van de M3 Lee tanks. Het had een licht gepantserde cabine, maar de bemanning van het kanon zat in een open gedeelte van de tank, aan de achterkant. Er was een grote spade aan de achterzijde bevestigd, die in de grond werd geplaatst om de terugstoot van het kanon op te vangen.
Doordat het voertuig een beperkte opslagruimte had, konden er slechts 10 projectielen plus aandrijving vervoerd worden. Hierom werd er een soortgelijk voertuig gemaakt, maar dan zonder het kanon, om de bemanning en extra munitie te vervoeren, genaamd de Cargo Carrier M30. De M12 en de M30 zouden in paren opereren. De M30 kon veertig extra projectielen vervoeren en was bewapend met één .50 kaliber Browning M2 machinegeweer.

## Gebruik
Er werden slechts een klein aantal voertuigen geproduceerd, 100 in 1942 en nog eens 40 in 1943. In 1943 werden ze voor het eerst gebruikt, als opleidingsvoertuig. Er werden echter ook veel M12's opgeslagen. Pas in juni 1944 werden er 74 exemplaren klaar gemaakt voor gevechten. Deze werden dan ook, met succes, gebruikt in Noord-West-Europa. Ondanks dat het wapen origineel bedoeld was voor indirect vuur, werden de M12's ook gebruikt voor direct vuur tijdens aanvallen op grote bunkers in de Duitse Westwall.